# Imagix
 (août 2025).
Si vous disposez d'ouvrages ou d'articles de référence ou si vous connaissez des sites web de qualité traitant du thème abordé ici, merci de compléter l'article en donnant les références utiles à sa vérifiabilité et en les liant à la section « Notes et références ».

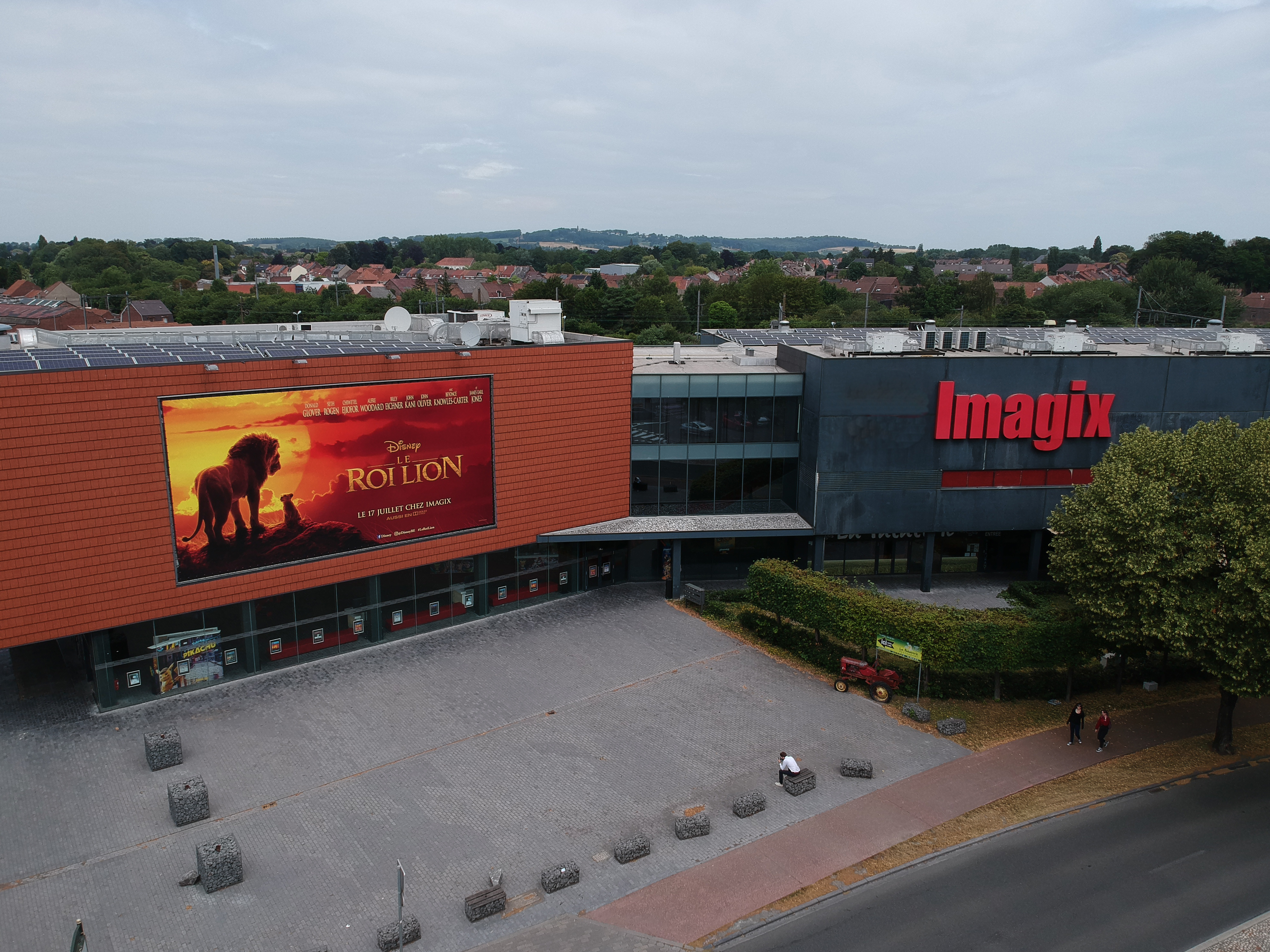
Imagix Tournai

Imagix est le nom commercial utilisé par une société gérant trois complexes cinématographiques en Belgique: un situé à Mons, un autre à Tournai et le troisième à Huy.
Un quatrième complexe qui doit se situer à La Louvière est en cours. Celui-ci aura une superficie de 14 000 mètres carrés et 1600 places,.

## Imagix Mons
Le complexe cinématographique Imagix Mons se situe au nord-ouest du centre-ville de Mons en Belgique à proximité de l'autoroute E19-E42, dans le nouveau quartier situé, extra-muros, derrière la gare, à proximité des Grand-prés.
Le complexe de Mons est composé de 14 salles de cinéma. Certaines salles sont équipées du son Dolby Atmos. La plus grande salle peut accueillir 442 personnes et la plus petite 96. Le cinéma dispose d'un parking de 1 400 places.
Le complexe de Mons a été construit en 1993 sous le nom initial d'Imagimons, dirigé à l'époque par Régine Drieghe (12 salles). Le groupe Kinépolis était à ce moment actionnaire minoritaire (20 %). En 2003, la famille Carpentier prend la tête d'ImagiMons. Deux grandes salles sont alors ajoutées (total de 14 salles), un nouveau hall d'entrée et un espace business sont construits ainsi qu'un bâtiment en façade, destiné à diverses concessions.

## Imagix Tournai
Il existe aussi un site Imagix Tournai situé sur les boulevards non loin de la gare de Tournai. Il a été inauguré en 2005 en remplacement du Multiscope Palace devenu vétuste, que la famille Carpentier exploitait dans le centre-ville tournaisien. Il est composé de 10 salles dont 2 sont équipées du son Dolby Atmos. La plus grande salle peut accueillir 322 personnes et la plus petite 85.

## Imagix Huy
En 2018, Imagix a repris le Kihuy à Huy. Imagix Huy est situé au pied du Fort de Huy et à côté de la Meuse. Le complexe dispose de 7 salles.